# Belvidere (New Jersey)
Belvidere è un comune (town) degli Stati Uniti d'America, situato nello stato del New Jersey, nella contea di Warren, della quale è il capoluogo.